# Cha chaan teng
El Cha chaan teng (En chino tradicional 茶餐廳, en chino simplificado: 茶餐厅 ) es un restaurante chino de té típico de la ciudad de Hong Kong. Sirven comida y bebidas típicas de la ciudad.

## Nombre
El Cha chaan teng sirve generalmente té (té ligero en su mayoría) denominado «té claro» (清茶 cing1 caa4). Destaca por hacerlo tan pronto como los clientes se sientan en el local. Algunos comensales emplean el té caliente para limpiar la cubertería. El nombre literalmente significa «Restaurante de Té», y se emplea como distinción de los restaurantes occidentales en los que se proporciona agua a los clientes en lugar del té. El «té» en el nombre se refiere al té negro y no al té chino tradicional servido en los restaurantes chinos o en las casas de té (茶樓 caa4 lau4). La palabra té puede hacer referencia a las bebidas servidas en este tipo de local en el que se suele servir té con leche al estilo de Hong Kong y bebidas de té frío con limón, ambas bebidas son muy populares en los Cha chaan teng. La generaciones mayores en Hong Kong generalmente se servían para beber yum sai cha (飲西茶 lit. «té bebido en el oeste») para dar al restaurante un estilo occidental, en contraste con el estilo chino del yum cha. [cita requerida]

## Menús

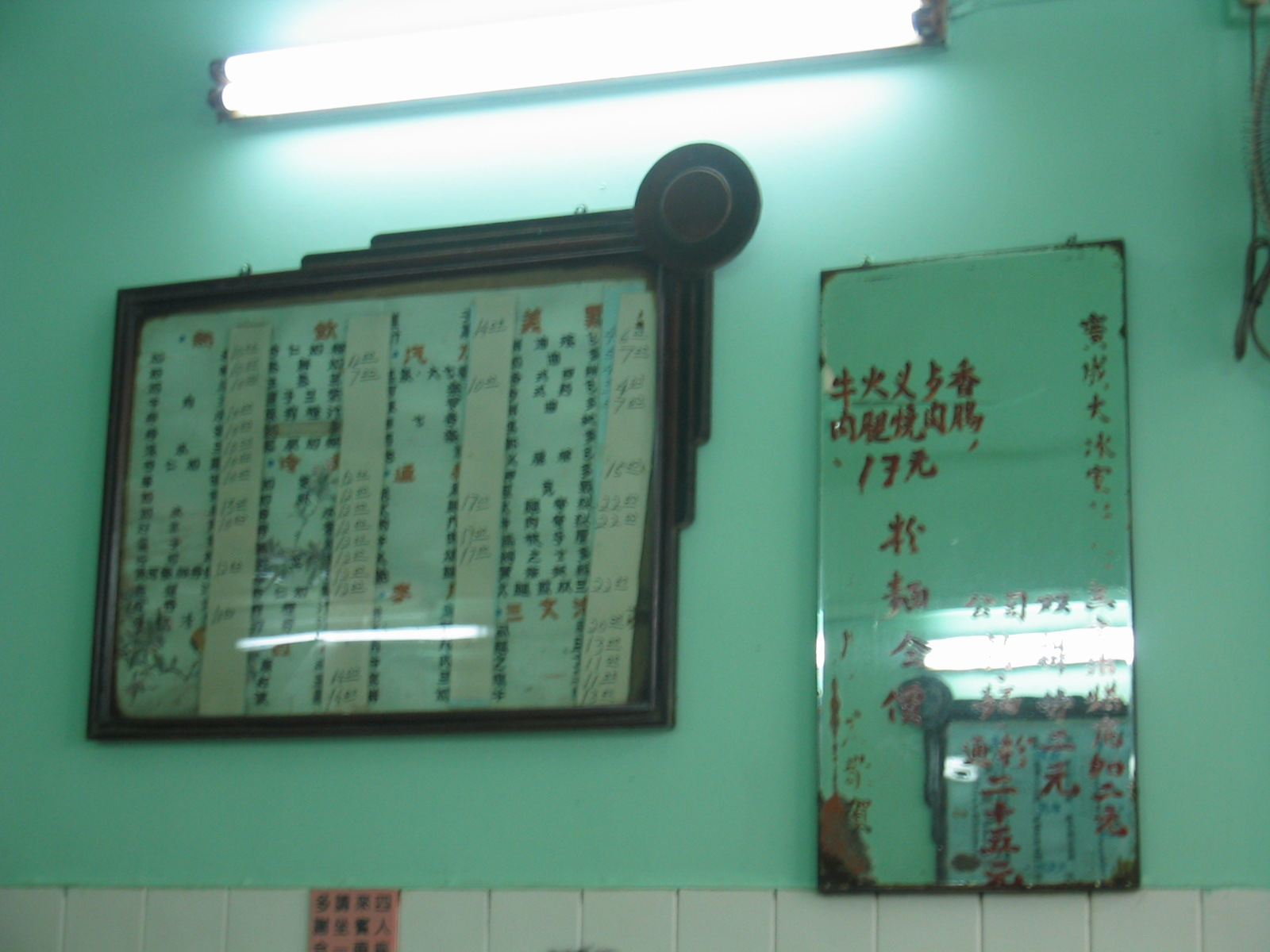
Dos menús, uno expuesto en la pizarra y el otro tras la vitrina, en un bing sut en Sheung Shui. No se suele ver platos de arroz en los menús.

Los Cha chaan teng sirven un amplio rango de alimentos preparados, desde un filete hasta fideos wonton, currys y sándwiches. En los Cha chaan tengs se puede comer ambos tipos de comida servida como fast food o en un plato a la carta. 
Un gran Cha chaan teng consiste generalmente de tres lugares para cocinar: un «bar de agua» (水吧) donde se elaboran las bebidas, tostadas/sándwiches y sopa instantánea; una «zona de fideos» en la que se preparan fideos al estilo Chiuchow-style (incluyendo los fideos wonton); y una cocina para elaborar los platos de arroz, así como los alimentos más costosos. Los Cha chaan tengs más tradicionales solo poseen zona de agua y una vitrina con pan. 
La invención de las populares bebidas como el yuanyang (鴛鴦) y el café helado con limón (凍檸啡) se ha atribuido popularmente a los Cha chaan teng.

## Etiqueta en el local

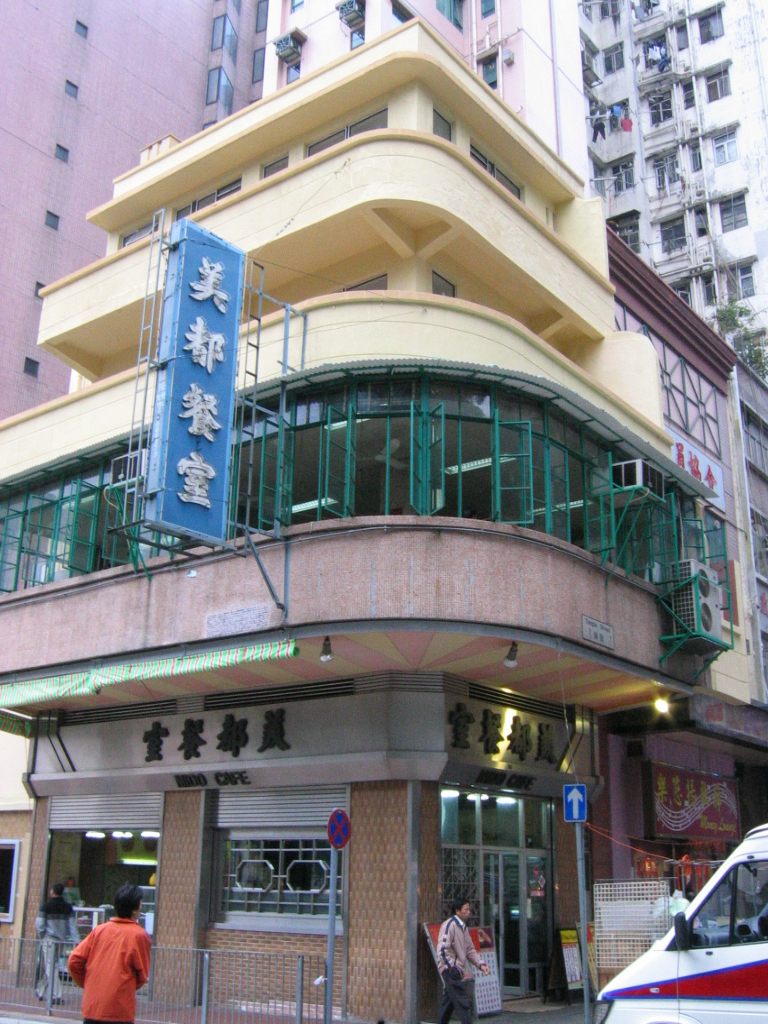
Un cha chaan teng en Yau Ma Tei, Kowloon.

Los clientes que entran en el local eligen libremente un asiento, pero en los locales que están llenos de gente, lo usual es compartir asiento con una persona desconocida. Durante las horas punta, los camareros (meseros) suelen indicar los asientos a sus clientes con el objetivo de «empacar» tantos en el restaurante como sea posible. Esta práctica de compartir mesa se denomina dap toi (搭檯 daap3 toi2) en cantonés. Por ejemplo, sientan dos grupos de tres clientes en una mesa de seis, evitando que un par de clientes se sienten en grupos separados. A menudo clientes sentados tienen que reacomodarse y moverse a otro sitio para dar cabida a nuevos clientes.
En la mayoría de estos locales, los clientes piden directamente sus consumos al mesero, generalmente se hace abreviando las solicitudes, por ejemplo, el té de limón se solicita como «0T», (véase Simplificación de los caracteres chinos en Hong Kong para detalles) y el consumo se anota en una hoja de papel que se coloca sobre la mesa. Tras la comida, los clientes presentan la nota al encargado de caja para que lo cobre.